# Coppa Intercontinentale 1994 (calcio)
La Coppa Intercontinentale 1994 (denominata anche Toyota Cup 1994 per ragioni di sponsorizzazione) è stata la trentatreesima edizione del trofeo riservato alle squadre vincitrici della Coppa dei Campioni e della Coppa Libertadores.

## Avvenimenti
Quest'edizione del trofeo, decisa in gara unica a Tokyo, vide contrapposti gli esordienti argentini del Vélez Sarsfield e gli italiani del Milan, con questi ultimi alla loro seconda partecipazione consecutiva dopo la vittoria nella UEFA Champions League 1993-1994 e nettamente favoriti alla vigilia.
Dopo un primo tempo sostanzialmente equilibrato e privo di grandi emozioni, l'inizio della seconda frazione di gioco vede consumarsi uno degli episodi decisivi del match: su un rilancio del portiere paraguayano Chilavert successivo a una grande parata su Daniele Massaro, l'attaccante del Vélez Pompei viene atterrato in area da Alessandro Costacurta: la squadra argentina si porta così in vantaggio su rigore, trasformato da Roberto Trotta. Sette minuti dopo, fallita una nuova occasione ancora con Massaro, il Milan subisce il secondo gol: un corto passaggio all'indietro di Costacurta all'indirizzo di Sebastiano Rossi viene intercettato da Omar Asad che mette in rete da posizione angolata. Gli attacchi finali non riescono a riportare la formazione lombarda al pareggio, e solo un'uscita di Rossi su Christian Bassedas evita la terza marcatura argentina. A quattro minuti dal termine l'espulsione di Costacurta (fallo da ultimo uomo su Asad) segna la fine della partita.
Il trofeo fu così vinto per la prima volta dal Vélez, con conseguente seconda sconfitta consecutiva per la compagine rossonera, ed Asad, autore della seconda marcatura, venne premiato come miglior giocatore della partita.
Nel 2017, la FIFA ha equiparato i titoli della Coppa del mondo per club e della Coppa Intercontinentale, riconoscendo a posteriori anche i vincitori dell'Intercontinentale come detentori del titolo ufficiale di "campione del mondo FIFA", inizialmente attribuito soltanto ai vincitori della Coppa del mondo per club.

## Tabellino
| Arbitro: | José Torres Cadena |

|  |           |                            |
|  | Marcatori | 51’ (rig.) Trotta 57’ Asad |

| Milan | Vélez Sársfield |

| Milan         |    |                       |  |     |
|               |    |                       |  |     |
| P             | 1  | Sebastiano Rossi      |  |     |
| D             | 2  | Mauro Tassotti        |  |     |
| D             | 3  | Paolo Maldini         |  |     |
| C             | 4  | Demetrio Albertini    |  |     |
| D             | 5  | Alessandro Costacurta |  |     |
| D             | 6  | Franco Baresi (C)     |  |     |
| C             | 7  | Roberto Donadoni      |  |     |
| C             | 8  | Marcel Desailly       |  |     |
| C             | 9  | Zvonimir Boban        |  | 60’ |
| A             | 10 | Dejan Savićević       |  | 86’ |
| A             | 11 | Daniele Massaro       |  |     |
| Sostituzioni: |    |                       |  |     |
| D             | 14 | Christian Panucci     |  | 86’ |
| A             | 16 | Marco Simone          |  | 60’ |
| Allenatore:   |    |                       |  |     |
| Fabio Capello |    |                       |  |     |

| Vélez Sarsfield |    |                     |
|                 |    |                     |
| P               | 1  | José Luis Chilavert |
| D               | 2  | Roberto Trotta (C)  |
| D               | 3  | Raúl Cardozo        |
| D               | 4  | Héctor Almandoz     |
| D               | 6  | Víctor Sotomayor    |
| C               | 5  | Marcelo Gómez       |
| C               | 7  | Christian Bassedas  |
| C               | 8  | José Basualdo       |
| C               | 10 | Roberto Pompei      |
| A               | 9  | Omar Asad           |
| A               | 11 | José Oscar Flores   |
| Allenatore:     |    |                     |
| Carlos Bianchi  |    |                     |